# Because What You Want & What You Get Are Two Completely Different Things Tour
Because What You Want & What You Get Are Two Completely Different Things Tour es una gira de conciertos realizada por el grupo estadounidense de hard rock Guns N' Roses, que dio comienzo el 1 de mayo de 2025 en Incheon. Después de una exitosa gira mundial que llegó a ubicarse en los primeros de lugares de las giras musicales más recaudadoras de la historia, la banda tomó un descanso para anunciar su regreso a los escenarios durante el verano de 2025 que los llevará a los principales palcos de Europa y el Medio Oriente, finalizará el 31 de julio de 2025 en Wacken.

## Fechas
| Fecha                  | Ciudad            | País               | Lugar                           | Telonero     |
| Asia                   | Asia              | Asia               | Asia                            | Asia         |
| ---------------------- | ----------------- | ------------------ | ------------------------------- | ------------ |
| 1 de mayo de 2025      | Incheon           | Corea del Sur      | Dalbit Park                     | N/A          |
| 5 de mayo de 2025      | Yokohama          | Japón              | K-Arena                         | N/A          |
| 10 de mayo de 2025     | Taoyuan           | República de China | Arena Taoyuan                   | N/A          |
| 13 de mayo de 2025     | Bangkok           | Tailandia          | Estadio Thunderdome             | N/A          |
| 17 de mayo de 2025     | Mumbai            | India              | Hipódromo de Mahalaxmi          | N/A          |
| 20 de mayo de 2025     | Manama            | Baréin             | Anfiteatro Al Dana              | N/A          |
| 23 de mayo de 2025     | Riad              | Arabia Saudita     | Mohammed Abdu Arena             | N/A          |
| 27 de mayo de 2025     | Abu Dabi          | EAU                | Etihad Arena                    | N/A          |
| Europa                 |                   |                    |                                 |              |
| 30 de mayo de 2025     | Ozurgueti         | Georgia            | Parque Shekvetili               | Rival Sons   |
| 2 de junio de 2025     | Estambul          | Turquía            | Vodafone Park                   | Rival Sons   |
| 6 de junio de 2025     | Coímbra           | Portugal           | Estadio Ciudad de Coímbra       | Rival Sons   |
| 9 de junio de 2025     | Barcelona         | España             | Estadio Olímpico Lluís Companys | Rival Sons   |
| 12 de junio de 2025    | Florencia         | Italia             | Arena Visarno                   | Rival Sons   |
| 15 de junio de 2025    | Hradec Králové    | República Checa    | Park 360                        | Rival Sons   |
| 18 de junio de 2025    | Düsseldorf        | Alemania           | Merkur Spiel-Arena              | Rival Sons   |
| 20 de junio de 2025    | Múnich            | Alemania           | Allianz Arena                   | Rival Sons   |
| 23 de junio de 2025    | Birmingham        | Reino Unido        | Villa Park                      | Rival Sons   |
| 26 de junio de 2025    | Londres           | Reino Unido        | Estadio de Wembley              | Rival Sons   |
| 29 de junio de 2025    | Aarhus            | Dinamarca          | Eskelunden                      | Public Enemy |
| 2 de julio de 2025     | Trondheim         | Noruega            | Dahls Arena                     | Public Enemy |
| 4 de julio de 2025     | Estocolmo         | Suecia             | Strawberry Arena                | Public Enemy |
| 7 de julio de 2025     | Tampere           | Finlandia          | Estadio Tampere                 | Public Enemy |
| 10 de julio de 2025    | Kaunas            | Lituania           | Estadio S. Darius y S. Girėnas  | Public Enemy |
| 12 de julio de 2025    | Varsovia          | Polonia            | Estadio Nacional de Varsovia    | Public Enemy |
| 15 de julio de 2025    | Budapest          | Hungría            | Estadio Ferenc Puskás           | Public Enemy |
| 18 de julio de 2025    | Belgrado          | Serbia             | Ušće Park                       | Public Enemy |
| 21 de julio de 2025    | Sofía             | Bulgaria           | Estadio Nacional Vasil Levski   | Public Enemy |
| 24 de julio de 2025    | Viena             | Austria            | Estadio Ernst Happel            | Sex Pistols  |
| 28 de julio de 2025    | Luxemburgo        | Luxemburgo         | Luxexpo Open-Air                | Sex Pistols  |
| 31 de julio de 2025    | Wacken            | Alemania           | Wacken Open Air                 | N/A          |
| América Latina         |                   |                    |                                 |              |
| 1 de octubre de 2025   | San José          | Costa Rica         | Estadio Nacional de Costa Rica  | N/A          |
| 4 de octubre de 2025   | San Salvador      | El Salvador        | Estadio Cuscatlán               | N/A          |
| 7 de octubre de 2025   | Bogotá            | Colombia           | Vive Claro                      | N/A          |
| 11 de octubre de 2025  | Medellín          | Colombia           | Estadio Atanasio Girardot       | N/A          |
| 14 de octubre de 2025  | Santiago de Chile | Chile              | Estadio Nacional                | N/A          |
| 17 de octubre de 2025  | Buenos Aires      | Argentina          | Estadio Tomás Adolfo Ducó       | N/A          |
| 18 de octubre de 2025  | Buenos Aires      | Argentina          | Estadio Tomás Adolfo Ducó       | N/A          |
| 21 de octubre de 2025  | Florianópolis     | Brasil             | Opus Arena                      | N/A          |
| 25 de octubre de 2025  | São Paulo         | Brasil             | Allianz Parque                  | N/A          |
| 28 de octubre de 2025  | Curitiba          | Brasil             | Pedreira Paulo Leminiski        | N/A          |
| 31 de octubre de 2025  | Cuiabá            | Brasil             | Arena Pantanal                  | N/A          |
| 2 de noviembre de 2025 | Brasilia          | Brasil             | Arena BRB                       | N/A          |
| 5 de noviembre de 2025 | Lima              | Perú               | Estadio Nacional del Perú       | N/A          |
| 8 de noviembre de 2025 | Ciudad de México  | México             | Estadio GNP Seguros             | N/A          |